# Ceyloria
Ceyloria är ett släkte av insekter. Ceyloria ingår i familjen syrsor.
Kladogram enligt Catalogue of Life:
| Ceyloria | \| \| Ceyloria latissima \| \| \| \| \| \| Ceyloria vicina \| \| \| \| |
|          | \| \| Ceyloria latissima \| \| \| \| \| \| Ceyloria vicina \| \| \| \| |
|          | Ceyloria latissima                                                     |
|          |                                                                        |
|          | Ceyloria vicina                                                        |
|          |                                                                        |